# یوزف پونتال
یوزف پونتال (آلمانی: Josef Pohnetal; ۱۴ مارس ۱۹۲۵ – ۱۷ ژوئن ۲۰۰۸) دوچرخه‌سوار اهل اتریش بود.  وی در بازی‌های المپیک تابستانی ۱۹۴۸ شرکت کرده است.